# Kirks dikdik
Kirks dikdik (Madoqua kirkii) is een kleine antilope uit het geslacht der dikdiks (Madoqua). Het is de meest algemene soort dikdik. De dikdik dankt zijn naam aan het geluid dat hij maakt als hij schrikt en is vernoemd naar de Schotse ontdekkingsreiziger John Kirk.

## Uiterlijk
Het is een kleine, slanke antilopesoort met een okergele en grijze vacht. De poten zijn rossig grijs van kleur. De kop, nek en schouders zijn vaak roodbruin van kleur. Kirks dikdik heeft grote, donkere ogen. Om de ogen loopt een witte kring. Ook de buik, de kin en de binnenzijde van de oren zijn wit van kleur. Het mannetje heeft korte, puntige hoorntjes, die zes tot elf centimeter lang worden. De dunne snuit is verlengd. Dit dient om af te koelen.
Een dikdik wordt 55 tot 72 centimeter lang, 3,8 tot 7,2 kilogram zwaar en 35 tot 45 centimeter hoog. De staart is 4 tot 6 centimeter lang. Vrouwtjes zijn iets groter dan mannetjes.

## Leefomgeving
Kirks dikdik leeft in de drogere streken van Oost- en Zuidwest-Afrika. Hij heeft een voorkeur voor gebieden met voldoende droog en dicht struikgewas, waarin de dikdik schuilt bij gevaar en hitte.

## Gedrag
Kirks dikdik is de hele dag actief, maar zoekt op het heetst van de dag de schaduw op. Ook 's nachts is hij actief, voornamelijk in nachten met een heldere volle maan. Hij foerageert voornamelijk 's morgens en 's avonds. Kirks dikdik eet scheuten en  bladeren van altijdgroene bomen en struiken, aangevuld met vruchten en grassen.
Kirks dikdik leeft in paartjes. Een dikdikpaartje verdedigt een stukje grondgebied fel tegen indringers, voornamelijk andere mannetjes. Bij gevaar maakt het mannetje een fluitend geluid, waarna het vrouwtje en jongen zich verschuilen in het struikgewas. Het dient tevens als afleidingsmanoeuvre. Een dikdik heeft een grote geurklier onder de ogen, waarmee hij zijn geur op de twijgen en takken van bomen en struiken en op de stengels van grassen en andere planten achterlaat. Hiermee geven ze de grens van het territorium aan. Ook bakent hij de grenzen af met vaste mest- en urineplaatsen langs de rand van het territorium.

## Voortplanting
Na een draagtijd van 169 tot 174 dagen wordt een enkel kalf geboren, dat zich 2 tot 3 weken schuilhoudt en 3 tot 4 maanden wordt gezoogd.

## Taxonomie
De voormalige ondersoorten van deze soort zijn afgesplitst als aparte op basis van genetische en morfologische verschillen. Hierdoor worden nu de nieuwe soorten Madoqua cavendishi, M. damarensis en M. thomasi erkend. Het bleek namelijk al in 1994 dat deze soorten ieder een ander karyotype hebben dan de Kirks dikdik.